# ×Agrotrigia androssovii
Agrotrigia androssovii là một loài thực vật có hoa trong họ Hòa thảo. Loài này được (Roshev.) Tzvelev mô tả khoa học đầu tiên năm 1972.